# София фон Саксония-Вайсенфелс (1654 – 1724)
Вижте пояснителната страница за други личности с името София фон Саксония-Вайсенфелс.
София фон Саксония-Вайсенфелс (на немски: Sophia von Sachsen-Weißenfels; Sophie; * 23 юни 1654 в Хале; + 31 март 1724 в Цербст) от рода на Албертинските Ветини е принцеса от Саксония-Вайсенфелс и Кверфурт и чрез женитба княгиня на Анхалт-Цербст.
Тя е третата дъщеря на херцог Аугуст фон Саксония-Вайсенфелс (1614–1680) и първата му съпруга Анна Мария фон Мекленбург-Шверин (1627–1669), дъщеря на херцог Адолф Фридрих I фон Мекленбург-Шверин. Кръстена е на прабаба си по бащина линия - саксонската курфюрстиня София фон Бранденбург от рода на Хоенцолерните.
София се омъжва на 18 юни 1676 г. в Хале (Заале) за княз Карл Вилхелм (1652–1718) от Анхалт-Цербст от род Аскани, син на княз Йохан VI фон Анхалт-Цербст и София Августа фон Шлезвиг-Холщайн-Готорп. Те имат обща спалня.
София умира на 31 март 1724 г. на 69 години в дворец Цербст и е погребана на 7 юни 1724 г. в княжеската гробница на дворцовата църква Св. Бартоломей в Цербст.

## Деца
София и Карл Вилхелм имат децата:
- Йохан Август (1677–1742), княз на Анхалт-Цербст

∞ 1. 1702 принцеса Фридерика фон Саксония-Гота-Алтенбург (1675–1709)
∞ 2. 1719 принцеса Хедвиг Фридерика фон Вюртемберг-Вайлтинген (1691–1752)
- Карл Фридрих (1678–1693), принц на Анхалт-Цербст
- Магдалена Августа (1679–1740)

∞ 1696 г. за херцог Фридрих II фон Саксония-Гота-Алтенбург (1676–1732)